# Совјетски Савез на Европском првенству у атлетици у дворани 1970.
Совјетски Савез учествовао је на 1. Европском првенству у атлетици у дворани 1970. одржаном у Бечу, Аустрија, 14. и 15. марта. У првом учешћу на европским првенствима у дворани репрезентацију Совјетског Савеза представљало је 43 спортиста (24 м и 19 ж) који су се такмичили у 22 дисциплие (13 мушких и 14 женских).
Са 15 освојених медаља (19 златних, 2 сребрних и 3 бронзане) Совјетски Савез је у укупном пласману заузела је 1. место од 14 земаља које су на овом првенству освојиле медаље, односно 24 земље учеснице.
У табели успешности (према броју и пласману такмичара који су учествовали у финалним такмичењима (првих 8 такмичара)) Совјетски Савез је са 30 учесника у финалу заузео 1. место са 163 бода, од 23 земље које су имале представнике у финалу. На првенству су учествовале 24 земаље чланице ЕАА. Једино Турска није имала представника у финалу. 
| Плас. | Земља           | 1. место | 2. место | 3. место | 4. место | 5. место | 6. место | 7. место | 8. место | Бр. финал. - Бод. |
| ----- | --------------- | -------- | -------- | -------- | -------- | -------- | -------- | -------- | -------- | ----------------- |
| 1.    | Совјетски Савез | 10—80    | 2—14     | 3—18     | 4—20     | 4—16     | 4—12     | 0        | 3—3      | 30—163            |

## Учесници
| Бр. | Дисциплина       | Мушкарци                                                              | Жене                                                                       | Укупно   |
| --- | ---------------- | --------------------------------------------------------------------- | -------------------------------------------------------------------------- | -------- |
| 1.  | 60 м             | Валериј Борзов Александр Корнељук                                     | Надежда Бесфамилна Вера Попкова                                            | 4        |
| 2.  | 400 м            | Александар Братчиков Јуриј Зорин Борис Савчук                         | Раиса Никанорова                                                           | 4        |
| 3.  | 800 м            | Јевгениј Аржанов Сергеј Крјучјок                                      | Људмила Брагина Људмила Сафранова                                          | 4        |
| 4.  | 1.500 м          | Владимир Пантелеј                                                     |                                                                            | 1        |
| 5.  | 3.000 м          | Николај Свиридов                                                      |                                                                            | 1        |
| 6.  | 60 м препоне     | Александр Демус                                                       | Лиа Хитрина                                                                | 2        |
| 7.  | 4 х 200 м        |                                                                       | Надежда Бесфамилна², Вера Попкова², Галина Бухарина, Људмила Самотесова    | 4        |
| 8.  | 4 х 400 м        | Јевгениј Борисенко, Јуриј Зорин² Борис Савчук², Александар Братчиков² |                                                                            | 4        |
| 9.  | Мешовите штафете | Александар Коников, Сергеј Крјучјок² Владимир Колесников, Иван Иванов | Људмила Голомазова, Олга Клајн Надежда Колесникова (1) , Светлана Мошченок | 8        |
| 10. | Скок увис        | Валентин Гаврилов Сергеј Моспанов Валериј Скворцов                    | Нина Бринцева                                                              | 4        |
| 11. | Скок мотком      | Генадиј Близнецов                                                     |                                                                            | 1        |
| 12. | Скок удаљ        | Тину Лепик Игор Тер-Ованесјан Леонид Барковски                        | Татјана Бичкова Нина Гаврилова Надежда Кројтер                             | 6        |
| 13. | Троскок          | Виктор Сањејев Николај Дудкин                                         |                                                                            | 2        |
| 14. | Бацање кугле     | Едуард Гушчин                                                         | Надежда Чижова Ирина Солонцова Антонина Иванова                            | 4        |
|     | Укупно (14)      | 24 (28)*                                                              | 19 (21)*                                                                   | 43 (49)* |

- Број уз име такмичара означава у колико је дисциплина учествовао/ла.
- Звездица уз број у загради означава да су у њега још једном урачунати такмичари који су учествовали у више дисциплина.

## Освајачи медаља (15)

### Злато (10)
| - Валериј Борзов — 60 м - Александар Братчиков — 400 м - Јевгениј Аржанов — 800 м - Јевгениј Борисенко Јуриј Зорин Борис Савчук Александар Братчиков — 4 х 400 м - Александар Коников, Сергеј Крјучјок Владимир Колесников, Иван Иванов — мешовита штафета - Валентин Гаврилов — скок увис - Тину Лепик — скок увис - Виктор Сањејев — троскок | - Надежда Бесфамилна Вера Попкова Галина Бухарина Људмила Самотесова — 4 х 400 м - Надежда Чижова — Бацање кугле |

### Сребро (2)
|  | - Људмила Брагина — 800 м - Лиа Хитрина - 60 м препоне |

### Бронза (3)
| - Јуриј Зорин — 400 м - Владимир Пантелеј — 1.500 м | - Људмила Голомазова Олга Клајн Надежда Колесникова Светлана Мошченок — мешовита штафета |

## Резултати

### Мушкарци
| Атлетичар                                                             | Дисциплина       | Лични рекорд | Квалификације | Квалификације  | Полуфинале           | Полуфинале   | Финале               | Финале       | Детаљи |
| Атлетичар                                                             | Дисциплина       | Лични рекорд | Резултат      | Место          | Резултат             | Место        | Резултат             | Место        | Детаљи |
| --------------------------------------------------------------------- | ---------------- | ------------ | ------------- | -------------- | -------------------- | ------------ | -------------------- | ------------ | ------ |
| Валериј Борзов                                                        | 60 м             |              | 6,7           | 1. у гр. 1 КВ  | 6,7                  | 1. у пф 1 КВ | 6,6 СРд              |              |        |
| Александр Корнељук                                                    | 60 м             |              | 6,9           | 4. у гр. 2 КВ  | 7,0                  | 5. у пф. 2   | Није се квалификовао | 11. /16 (17) |        |
| Александар Братчиков                                                  | 400 м            |              | 46,6 =СРд     | 2. у гр. 1 ќв, |                      |              | 46,8                 |              |        |
| Јуриј Зорин                                                           | 400 м            |              | 6,9           | 4. у гр. 2 КВ  | 48,4                 |              |                      |              |        |
| Борис Савчукк                                                         | 400 м            |              | 47,5          | 2. у гр. 2     | Није се квалификовао | 8. / 9       |                      |              |        |
| Јевгениј Аржанов                                                      | 800 м            |              | 1:50,1 РЕП    | 1. у гр. 1 КВ  | 1:51,0               |              |                      |              |        |
| Сергеј Крјучјок                                                       | 800 м            |              | 1:51,9        | 3. у гр. 2 КВ  | 1:54,0               | 8. / 12      |                      |              |        |
| Владимир Пантелеј                                                     | 1.500 м          |              | 3:52,6        | 1. у гр. 2 КВ  | 3:49,8               |              |                      |              |        |
| Николај Свиридов                                                      | 3.000 м          |              | 8:11,8        | 1. у гр. 2 КВ  | 7:54,6               | 4. / 13      |                      |              |        |
| Александар Демус                                                      | 60 м препоне     |              | 7,9           | 1 у гр. 3 КВ   | 7,8                  | 1 у пф 2 КВ  | 8,0                  | 6. / 16      |        |
| Јевгениј Борисенко, Јуриј Зорин* Борис Савчук*, Александар Братчиков* | 4 х 400 м        |              |               |                |                      |              | 3:05,9               |              |        |
| Александар Коников, Сергеј Крјучјок* Владимир Колесников, Иван Иванов | мешовита штафета |              | 6:18,0        |                |                      |              |                      |              |        |
| Валентин Гаврилов                                                     | скок увис        |              | 2,20 РЕПд     |                |                      |              |                      |              |        |
| Сергеј Моспанов                                                       | скок увис        |              | 2,14          | 4./18          |                      |              |                      |              |        |
| Валериј Скворзов                                                      | скок увис        |              | 2,14          | 6. / 18        |                      |              |                      |              |        |
| Генадиј Близнезов                                                     | скок мотком      |              | 5,0           | 5, / 12        |                      |              |                      |              |        |
| Тину Лепик                                                            | скок удаљ        |              | 8,40 РЕПд     |                |                      |              |                      |              |        |
| Игор Тер-Ованесјан                                                    | скок удаљ        |              | 7,89          | 5. / 19        |                      |              |                      |              |        |
| Леонид Барковски                                                      | скок удаљ        |              | 7,68          | 8. / 18        |                      |              |                      |              |        |
| Виктор Сањејев                                                        | троскок          |              | 16,95 СРд     |                |                      |              |                      |              |        |
| Николај Дудкин                                                        | троскок          |              | 15,99         | 9. / 11        |                      |              |                      |              |        |
| Едуард Гушчин                                                         | бацање кугле     |              | 18,39]        | 5. / 10.       |                      |              |                      |              |        |

### Жене
| Атлетичарка                                                            | Дисциплина       | Лични рекорд | Квалификације | Квалификације | Полуфинале | Полуфинале   | Финале                | Финале   | Детаљи |
| Атлетичарка                                                            | Дисциплина       | Лични рекорд | Резултат      | Место         | Резултат   | Место        | Резултат              | Место    | Детаљи |
| ---------------------------------------------------------------------- | ---------------- | ------------ | ------------- | ------------- | ---------- | ------------ | --------------------- | -------- | ------ |
| Надежда Бесфамилна                                                     | 60 м             |              | 7,6           | 2 у гр. 3 КВ  | 7,5        | 3 у пф. 2 КВ | 7,6                   | 4. / 14. |        |
| Вера Попкова                                                           | 60 м             |              | 7,7           | 3 у гр. 2 КВ  | 7,7        | 5 у пф. 1    | Није се квалификовала | 9. / 14  |        |
| Раиса Никанорова                                                       | 400 м            |              | 55,8          | 2 у гр. 3     |            |              | Није се квалификовала | 6. / 9   |        |
| Људмила Брагина                                                        | 800 м            |              | 2:10,7        | 3 у гр. 1 КВ  | 2:07,5     |              |                       |          |        |
| Људмила Сафранова                                                      | 800 м            |              | 2:12,9        | 1 у гр. 2 КВ  | 2:07,9     | 5. / 11      |                       |          |        |
| Лиа Хитрина                                                            | 60 м препоне     |              | 8,2 =СПд      | 1 у гр. 2 КВ  | 8,03       | 1 у пф 1 КВ  | 8,2 =СПд              |          |        |
| Надежда Бесфамилна*, Вера Попкова* Галина Бухарина, Људмила Самотесова | 4 х 200 м        |              |               |               |            |              | 1:35,7 СРд            |          |        |
| Људмила Голомазова, Олга Клајн Надежда Колесникова, Светлана Мошченок  | мешовита штафета |              | 5:02,2        |               |            |              |                       |          |        |
| Нина Бринцева                                                          | скок увис        |              | 1,73          | 8./13         |            |              |                       |          |        |
| Татјана Бичкова                                                        | скок удаљ        |              | 6,38          | 5./17         |            |              |                       |          |        |
| Нина Гаврилова                                                         | скок удаљ        |              | 6,29          | 10./17        |            |              |                       |          |        |
| Надежда Кројтер                                                        | скок удаљ        |              | 6,17          | 13./17        |            |              |                       |          |        |
| Надежда Чижова                                                         | бацање кугле     |              | 18,60 СРд     |               |            |              |                       |          |        |
| Ирина Солонцова                                                        | бацање кугле     |              | 17,99         | 4./9          |            |              |                       |          |        |
| Антонина Иванова                                                       | бацање кугле     |              | 17,54         | 6./9          |            |              |                       |          |        |

## Биланс медаља Совјетског Савеза после 1. Европског првенства у дворани 1970.
|    | Земља |    |   |   |    |
| 1. | 1970. | 10 | 2 | 3 | 15 |
| -- | ----- | -- | - | - | -- |

|    | Атлетичар            |   |   |   |   |
| -- | -------------------- | - | - | - | - |
| 1. | Александар Братчиков | 2 | 0 | 0 | 2 |
| 2. | Јуриј Зорин          | 1 | 0 | 1 | 2 |